# Volkswagen T-Cross
Volkswagen T-Cross je kompaktní SUV německé automobilky Volkswagen. Prodej vozu začal v dubnu roku 2019. Rozměrově se jedná o nejmenší prodávané SUV Volkswagenu. Slavností představení vozu proběhlo v listopadu roku 2018 v Amsterdamu, v Šanghaji a v São Paulu. Nejlevnější verze v základní výbavě s motorem 1.0 TSI vyjde v Česku na 437 tisíc korun.

## Specifikace
T-Cross vychází z platformy Volkswagen Group MQB a svými rozměry je jen o pár centimetrů větší než Volkswagen Polo. Vůz se v dubnu 2019 začal prodávat pouze benzínové variantě s motory 1.0 TSI (70 a 85 kW). Slabší motor je v nabídce pouze s pětistupňovou manuální převodovkou, silnější výkon je k dispozici buď se šestistupňovou manuální nebo se sedmirychlostní automatickou DSG. Během poloviny roku 2019 plánuje automobilka zařadit do nabídky též silnější motor 1.5 TSI (110 kW, pouze automatická převodovka) a dieselový 1.6 TDI (70 kW). Všechny motorové varianty jsou s náhonem na přední kola.
Objem kufru se podle posunutí zadních sedaček pohybuje v rozmezí od 385 do 455 litrů.

## Motory
| Označení | Válců/ vent. | Výkon          | Točivý moment | Převodovka | Spotřeba l/100 km | Max. rychlost | Zrychlení 0–100 km/h |
| -------- | ------------ | -------------- | ------------- | ---------- | ----------------- | ------------- | -------------------- |
| 1.0 TSI  | 3/4          | 70 kW (95 k)   | 175 Nm        | 5°M        | 4,9–5,1 l         | 180 km/h      | 11,5 s               |
| 1.0 TSI  | 3/4          | 85 kW (115 k)  | 200 Nm        | 6°M/7°DS   | 4,9–5,1 l         | 193 km/h      | 9,9 s                |
| 1,5 TSI  | 4/4          | 110 kW (150 k) | 250 Nm        | 7°DS       |                   | 220 km/h      | 7,8 s                |
| 1,6 TDI  | 4/4          | 85 kW (115 k)  | 250 Nm        | 6°M/7°DS   |                   | 181 km/h      | 12 s                 |

## Galerie

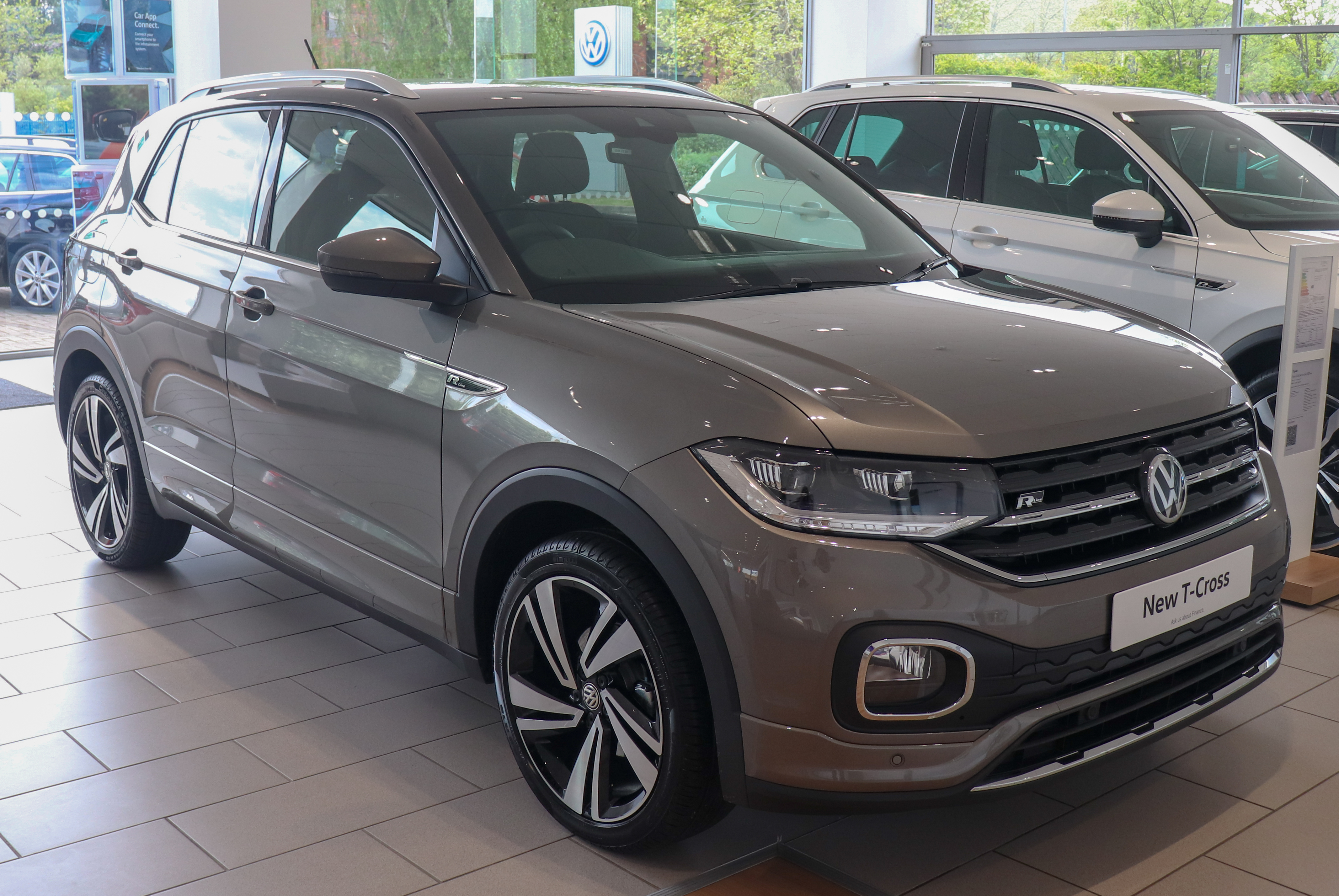
Přední pohled na vůz
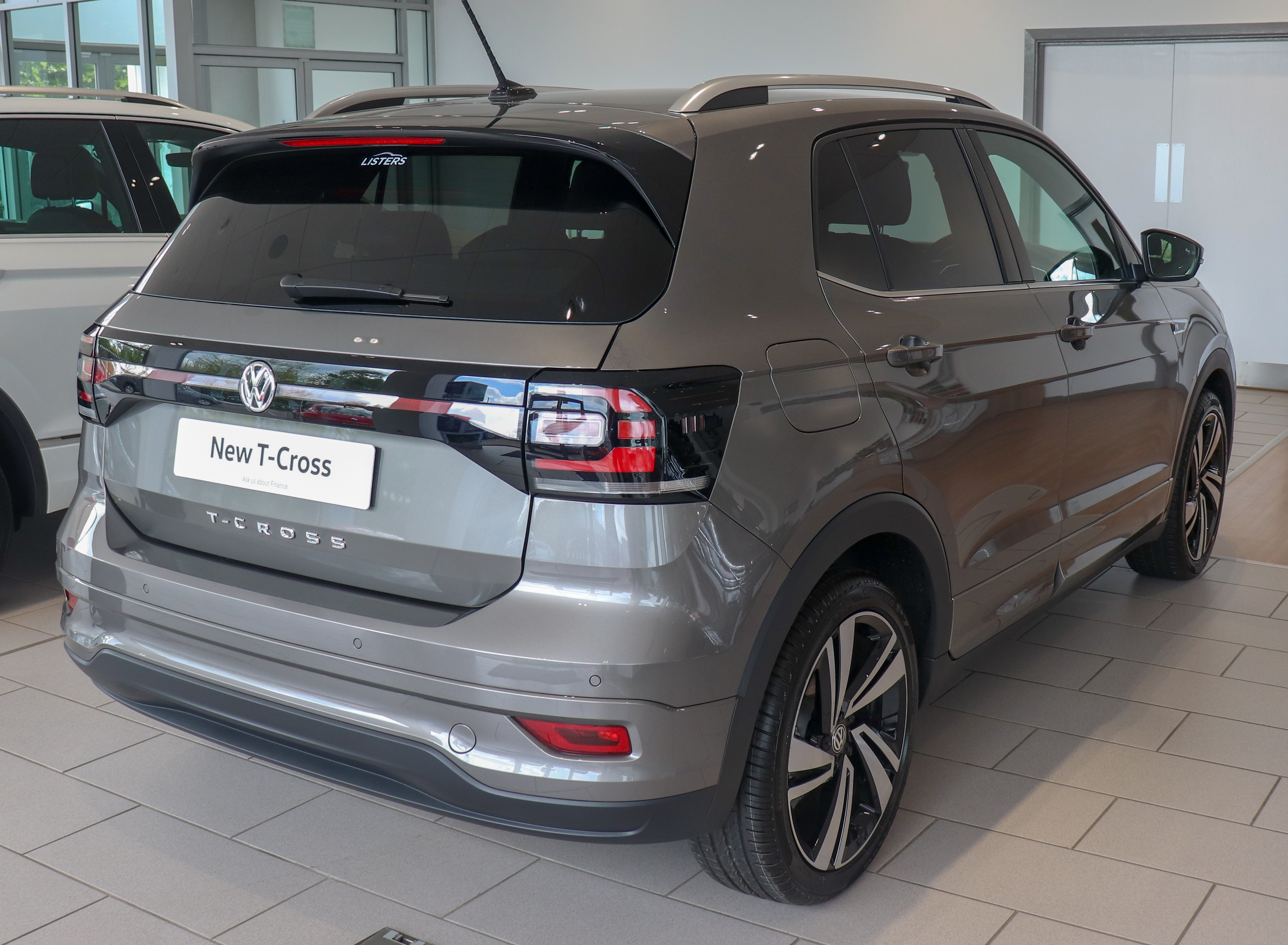
Zadní pohled na vůz
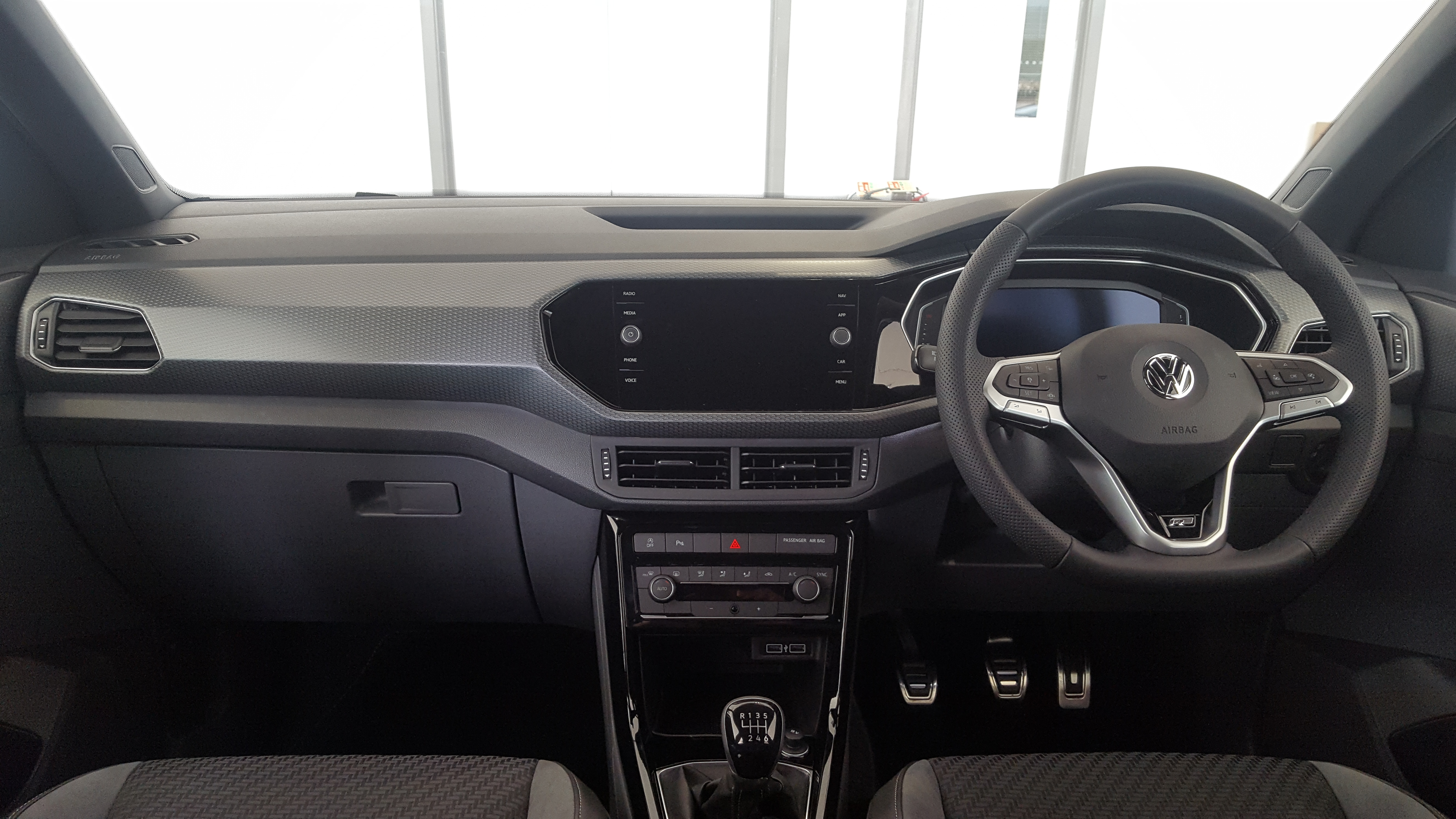
Interiér vozu
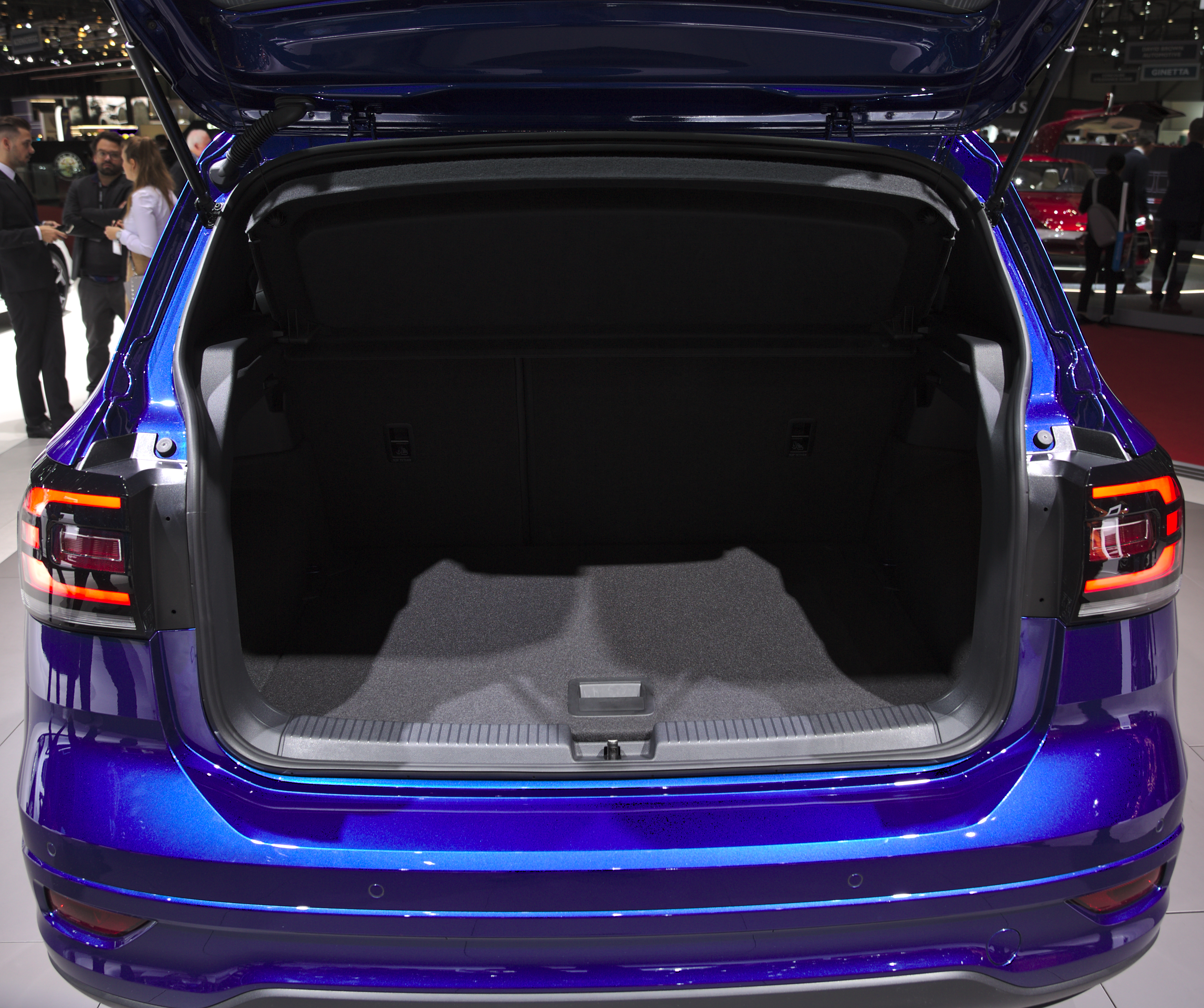
Pohled do kufru